# Operophtera peninsularis
Operophtera peninsularis är en fjärilsart som beskrevs av Alexander Michailovitsch Djakonov 1931. Operophtera peninsularis ingår i släktet Operophtera och familjen mätare. Inga underarter finns listade i Catalogue of Life.